# Ferenc Fülöp
Ferenc Fülöp (Budapeste, 22 de fevereiro de 1955) é um ex-futebolista profissional húngaro que atuava como meia.

## Carreira
Ferenc Fülöp fez parte do elenco da Seleção Húngara de Futebol, da Copa de 1978.